# Hymenophyllum axsmithii
Hymenophyllum axsmithii là một loài dương xỉ thuộc họ Hymenophyllaceae đã tuyệt chủng. Họ hàng của nó là những loài dương xỉ có mùi thơm như cỏ khô mà chúng ta thấy ngày nay. Người ta đã tìm thấy hóa thạch lá của loài dương xỉ này ở miền bắc bang Washington (Mỹ) và miền trung British Columbia (Canada), những nơi có niên đại từ đầu thế Thủy Tân.
Loài  Hymenophyllum axsmithii này được xếp vào phân chi Sphaerocionium của chi Hymenophyllum. Các nhà khoa học cho rằng nó có quan hệ gần gũi nhất với một nhóm dương xỉ ở vùng nhiệt đới, sống bám trên cây khác và ưa bóng râm.

## Phân bố
Cho đến nay, các hóa thạch của loài Hymenophyllum axsmithii chỉ được tìm thấy duy nhất tại một địa điểm ở vùng cao nguyên Okanagan có niên đại từ thế Thủy Tân. Vùng này nằm ở miền Trung British Columbia và đông bắc trung tâm bang Washington. Cả hai mẫu vật đã được mô tả đều được khai quật từ Hệ tầng núi Klondike ở phía Bắc Quận Ferry, Washington, cụ thể là từ địa điểm "Boot Hill" B4131 ở thị trấn Republic.

## Lịch sử và phân loại

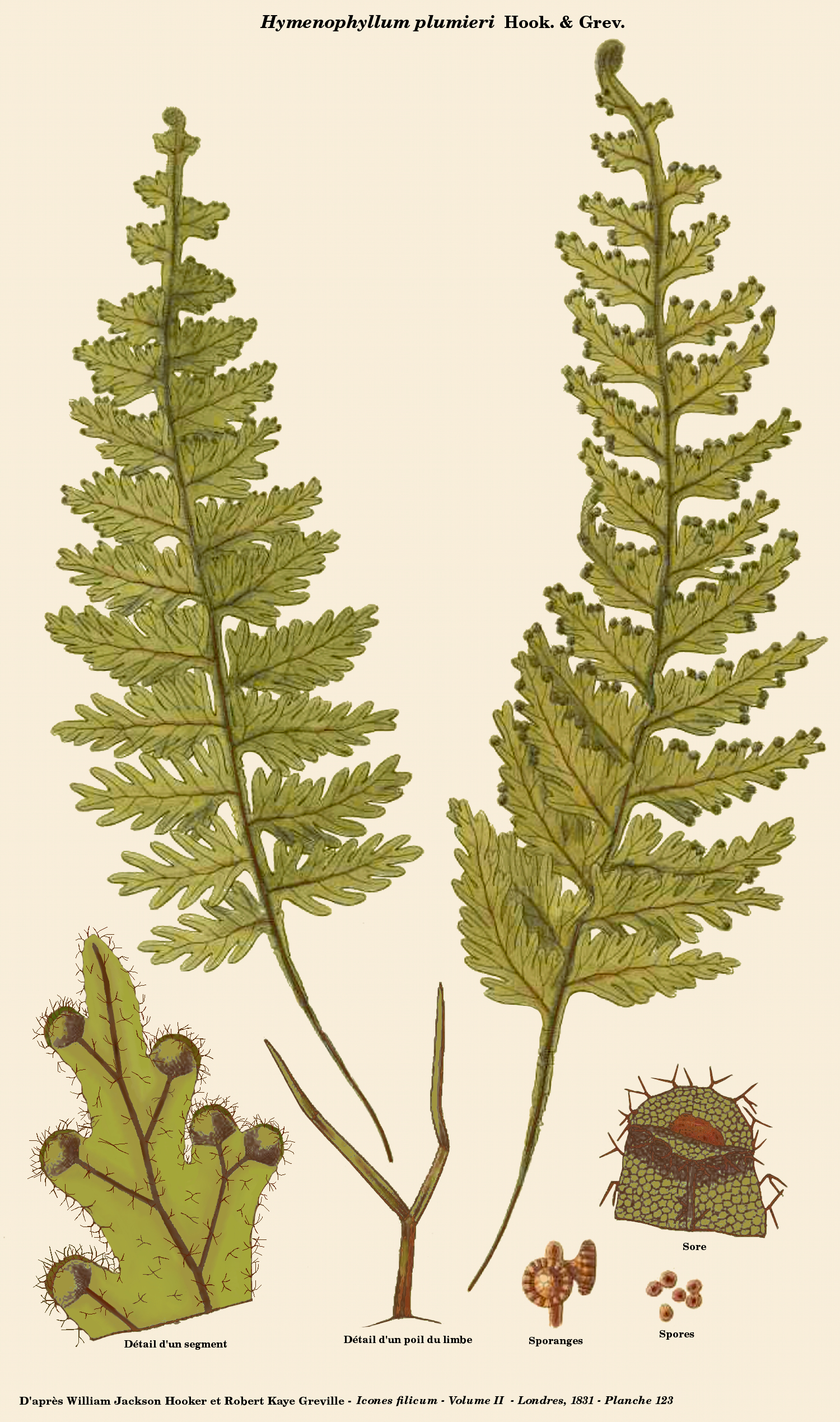
Hình minh họa của Hymenophyllum plumieri

Từ cuối những năm 1890, người ta đã phát hiện ra hóa thạch của dương xỉ thuộc phân lớp Polypodiidae (thường gọi là dương xỉ leptosporangiate) ở vùng cao nguyên Okanagan có niên đại từ thế Thủy Tân. Báo cáo đầu tiên về mẫu hóa thạch lá lược có túi bào tử của nhóm dương xỉ này là của Edward W. Berry vào năm 1926.  Mặc dù dương xỉ trên cạn thường được nhắc đến trong các nghiên cứu tổng quan về vùng cao nguyên Okanagan thuộc thế Thủy Tân, nhưng gần đây vẫn chưa có công trình nào mô tả chi tiết về chúng.  Các hóa thạch dương xỉ ở Republic sau đó đã được một nhóm các nhà cổ thực vật học do Kathleen B. Pigg dẫn đầu nghiên cứu, và kết quả là loài H. axsmithii đã được mô tả chính thức vào năm 2021 trên Tạp chí Khoa học Thực vật Quốc tế. Khi công bố loài mới, nhóm nghiên cứu đã chỉ định hai mẫu vật điển hình. Mẫu chuẩn mang số hiệu "SR 05-15-13" hiện đang được lưu giữ tại Trung tâm Diễn giải Stonerose, còn mẫu phụ "UWBM 77726a" thuộc bộ sưu tập của Bảo tàng Lịch sử Tự nhiên và Văn hóa Burke. Cả hai mẫu vật này đều được thu thập từ địa điểm "Boot Hill" "B4131" thuộc Hệ tầng núi Klondike. Tên loài "axsmithii" được đặt để ghi nhận những đóng góp của Brian J. Axsmith cho ngành cổ thực vật học, đặc biệt là công trình mô tả loài  Hopetedia praetermissa - loài dương xỉ cổ xưa nhất thuộc họ Hymenophyllaceae có niên đại từ kỷ Tam Điệp.
Nhóm nghiên cứu đã xếp loài dương xỉ mới này vào chi Hymenophyllum hiện đại vì những đặc điểm sau: lá lược của hóa thạch mỏng manh như lá của các loài dương xỉ thuộc chi Hymenophyllum ngày nay; vị trí và hình dạng ổ túi bào tử của hóa thạch (nằm dọc mép lá chét, có vỏ bao hình cầu hai mảnh, đôi khi có lông nhỏ bao quanh) cũng giống với các loài thuộc chi này; hình dạng và cách phân chia của lá lược hóa thạch tương tự với các loài dương xỉ Hymenophyllum hiện đại.  Tính đến năm 2023, chi Hymenophyllum bao gồm khoảng 430 loài, phân bố chủ yếu ở các vùng nhiệt đới trên toàn cầu, nhưng nhìn chung có sự phân bố rộng khắp thế giới.  Trong số các loài thuộc chi Hymenophyllum, dựa trên hình thái đã biết, H. axsmithii giống nhất với một nhóm các loài thuộc phân chi Sphaerocionium được tìm thấy ở vùng nhiệt đới Tân Thế giới. Các loài H. dependens, H. lobatoalatum, H. plumieri, H. plumosum, H. pyramidatum, và H. verecundum có nguồn gốc từ Trung và Nam Mỹ. Hymenophyllum axsmithii được ghi nhận là một trong những loài hóa thạch rõ ràng cổ nhất của chi Hymenophyllum và là ghi nhận chắc chắn duy nhất từ Đại Tân sinh.

## Miêu tả
Hiện nay, hiểu biết về loài Dennstaedtia christophelii chỉ dựa trên các hóa thạch lá lược. Do đó, chúng ta vẫn chưa biết gì về cấu trúc thân rễ và hình thái bào tử của loài này. Cả hai mẫu lá lược được mô tả đều không hoàn chỉnh. Mẫu có túi bào tử có kích thước 4,0 cm × 2,8 cm, với 6 cặp lá chét, trong khi mẫu lá sinh dưỡng dài khoảng 3,0 cm. Trục của lá lược có bề mặt hơi gân guốc và mang các cánh phiến lá hẹp chạy dọc hai bên, trên cùng mặt phẳng với các lá chét.
Cả hai mẫu vật đều không có cuống lá. Trục lá rộng nhất khoảng 1,3 mm và kết thúc bằng một lá non cuộn tròn ở đỉnh. Phần lá lược không sinh sản khá giống với phần lá lược mang túi bào tử về hình dạng lá chét và sự phân bố mạch dẫn. Lá lược có dạng lông chim kép yếu, với các phiến lá biến đổi thành những lá chét nhỏ tách rời, bản thân các lá chét nhỏ này cũng chia thùy. Các lá chét nhỏ mọc so le dọc theo trục lá, xen kẽ giữa lá chét mang túi bào tử và lá chét không sinh sản. Các lá chét nhỏ khá mỏng, với gân lá chẻ đôi nhiều lần, chạy từ trục lá ở gốc phiến lá về phía ngọn. Mỗi gân lá có thể phân nhánh tối đa ba lần, mỗi nhánh nhỏ đi vào một thùy riêng biệt và kết thúc ở đầu thùy. Điểm phân nhánh đầu tiên ở gần gốc phiến lá thường cong lại và chạy song song với trục lá, trong khi các nhánh còn lại đều tách ra từ gân chính.  Số lần phân nhánh của gân lá giảm dần trên các lá chét nhỏ ở càng gần ngọn. Dọc theo mép các lá chét nhỏ có các lông nhỏ rải rác, thường mọc gần các ổ túi bào tử.
Ổ túi bào tử nằm trong những hốc hình phễu nông trên bề mặt lá chét. Mỗi ổ được bao bọc bởi một vỏ bao hình cầu gồm hai mảnh, kích thước khoảng 1 mm, nằm dọc theo mép trên và mép dưới của lá chét nhỏ mang túi bào tử. Quan sát kỹ những ổ túi bào tử được bảo quản tốt cho thấy bên trong chứa rất nhiều túi bào tử. Mỗi túi bào tử có một vòng tế bào dày gồm 10 đến 12 tế bào và được cho là không có cuống, đặc điểm điển hình của họ Dennstaedtiaceae. Nhờ sử dụng kính hiển vi điện tử quét môi trường, các nhà nghiên cứu nhận thấy một số túi bào tử chứa 7-10 cấu trúc hình trứng màu tối. Mặc dù chưa thể xác định rõ ràng các cấu trúc này là gì, nhưng vị trí của chúng gợi ý rằng đó có thể là các khuôn bào tử.

## Sinh thái học cổ đại
Chỉ có một loài thuộc chi Hymenophyllum là bản địa của khu vực Washington và British Columbia, đó là H. wrightii. Loài này chỉ phân bố ở vùng ven biển thuộc vùng sinh thái Bờ biển Tây Bắc Thái Bình Dương,  và được xếp vào phân chi Mecodium. Pigg và cộng sự nhận thấy H. axsmithii có nhiều nét tương đồng với một nhóm các loài dương xỉ thuộc phân chi của chi Hymenophyllum. Các loài này đều sống ở những vùng núi ẩm ướt thuộc khu vực nhiệt đới Tân Thế giới. Chúng là loài thực vật biểu sinh, ưa sống bám trên các bề mặt ở nơi có bóng râm như vách đá hoặc dưới tán cây. Mặc dù các loài dương xỉ hiện đại có họ hàng với H. axsmithii đều sống bám trên cây, nhưng Pigg và cộng sự cho rằng cần phải có thêm bằng chứng hóa thạch thì mới có thể khẳng định được lối sống của loài dương xỉ cổ đại này. Cụ thể, việc tìm thấy và phân tích cấu trúc thân rễ và rễ của H. axsmithii sẽ giúp xác định chính xác vị trí của loài này trong quần xã rừng cổ đại ở Republic.

## Môi trường cổ đại
Các địa điểm khai quật ở Republic chỉ là một phần của hệ thống di chỉ hóa thạch rộng lớn hơn, gọi chung là vùng cao nguyên Okanagan. Vùng cao nguyên này có niên đại từ thế Thủy Tân, bao gồm các tầng đá cổ trải dài từ hẻm núi Driftwood ở phía bắc đến Republic ở phía nam. Với sự đa dạng, chất lượng và tính độc đáo của các mẫu hóa thạch động thực vật được bảo tồn, vùng cao nguyên Okanagan được xem là một trong những "kho báu cổ sinh vật học" của Canada. Nơi đây từng là một vùng sinh thái ôn đới với nhiều hồ nước lớn. Các hóa thạch được tìm thấy đã ghi lại sự xuất hiện sớm nhất của nhiều chi sinh vật hiện đại, đồng thời cũng lưu giữ những dấu tích cuối cùng của các dòng dõi cổ xưa. Hệ thực vật vùng cao nguyên Okanagan mang đặc điểm của khí hậu ôn đới ấm áp, kết hợp với các bồn địa trũng do hoạt động đứt gãy và núi lửa. Tuy nhiên, hệ sinh thái này không có phiên bản tương tự nào trong thế giới hiện đại. Nguyên nhân là do khí hậu đầu thế Thủy Tân ổn định hơn, ít biến động theo mùa, dẫn đến sự chênh lệch nhiệt độ giữa các mùa thấp hơn nhiều so với ngày nay.  Mặc dù vậy, các nhà khoa học nhận thấy vùng cao nguyên Okanagan có nhiều điểm tương đồng với các đảo sinh thái trên núi Virunga thuộc dãy núi Albertine Rift ở châu Phi.
Hệ tầng núi Klondike là một hệ thống hồ vùng cao được bao quanh bởi hệ sinh thái ôn đới ấm áp, với sự hiện diện của núi lửa. Các bằng chứng địa chất cho thấy hệ tầng này hình thành trong và sau giai đoạn cực đại khí hậu đầu thế Thủy Tân. Vùng cao nguyên Okanagan khi đó có khí hậu ẩm ướt, với nhiệt độ mùa đông hiếm khi xuống đủ thấp để có tuyết rơi và sự chênh lệch nhiệt độ giữa các mùa không đáng kể. Các quần xã rừng bao quanh hồ ở vùng cao nguyên Okanagan được xem như tổ tiên của những khu rừng ôn đới lá rộng và rừng hỗn hợp hiện nay ở miền đông Bắc Mỹ và Đông Á. Nghiên cứu hóa thạch cho thấy, so với các khu rừng ven biển cùng thời ở phía tây bang Washington (thuộc Nhóm Puget và Hệ tầng Chuckanut, được mô tả là rừng nhiệt đới vùng đất thấp), các hồ ở Okanagan nằm ở vị trí cao hơn và có khí hậu mát mẻ hơn. Ước tính độ cao của vùng Okanagan khi đó vào khoảng 1,1–2,9 km, cao hơn vùng ven biển từ 0,7–1,2 km. Độ cao này tương đương với độ cao hiện tại của vùng Okanagan ngày nay (khoảng 0,8 km), nhưng có phần nhỉnh hơn.
Để ước tính nhiệt độ trung bình hàng năm của vùng cao nguyên Okanagan, các nhà khoa học đã sử dụng hai phương pháp: phân tích chương trình đa biến phân tích lá khí hậu (CLAMP) và phân tích mép lá (LMA) trên các mẫu thực vật cổ đại ở Republic. Kết quả phân tích CLAMP cho thấy nhiệt độ trung bình năm vào khoảng 8,0 °C, trong khi phương pháp LMA đưa ra con số 9,2 ± 2,0 °C. ANgoài ra, dựa trên điều kiện sống của các loài thực vật hiện đại có họ hàng với các loài được tìm thấy ở Republic, các nhà khoa học đã đưa ra một ước tính khác về nhiệt độ trung bình năm, khoảng 13,5 ± 2,2 °C. Nhìn chung, nhiệt độ trung bình năm ở vùng cao nguyên Okanagan thấp hơn so với vùng ven biển Puget (với nhiệt độ ước tính từ 15–18,6 °C).  Phân tích sinh khí hậu cũng cho thấy lượng mưa trung bình hàng năm ở Republic vào khoảng 115 ± 39 cm.